# If You Want Blood You've Got It
If You Want Blood You've Got It är ett livealbum av gruppen AC/DC utgivet 1978 och inspelat under 1978 års världsturné. Albumet producerades av Harry Vanda och George Young.

## Låtlista
Samtliga låtar skrivna av Bon Scott, Angus Young och Malcolm Young.
1. "Riff Raff" - 5:59
2. "Hell Ain't a Bad Place to Be" - 4:10
3. "Bad Boy Boogie" - 7:29
4. "The Jack" - 5:48
5. "Problem Child" - 4:40
6. "Whole Lotta Rosie" - 4:05
7. "Rock 'N' Roll Damnation" - 3:41
8. "High Voltage" - 5:05
9. "Let There Be Rock" - 8:33
10. "Rocker" - 3:24

## Medverkande
- Bon Scott - Sång
- Angus Young - Sologitarr
- Malcolm Young - Kompgitarr, Bakgrundssång
- Cliff Williams - Elbas, Bakgrundssång
- Phil Rudd - Trummor
- Harry Vanda - Producent
- George Young - Producent